# 李楚材
李楚材（1905年—1998年4月22日），中国近现代教育家，江苏常熟人。

## 生平
李楚材出生于江苏常熟县庆安镇（现位于张家港市）的一户农家，早年曾就先后读于鹿苑乡第三初等小学、常熟县立第三高等小学、常熟县立师范学校等校。1923年毕业后经介绍前往上海爱国女子中学小学部任教。次年辞去教积，赴太仓入读江苏省立第四中学。1927年考入陶行知新创办的晓庄试验乡村师范学校，成为学校最早的十三位学生之一。这段经历成为了他教育思想的渊源，也使他成为了中国乡村教育改革的先行者之一。1928年8月自晓庄师范毕业后，他被国立中央大学民众教育学院聘任为民众文学与民众运动指导员。不久又经推荐前往浙江省立乡村师范学校（湘湖师范）任教。后来，他又先后任教于宝山县立师范、上海爱国女子中学、中华职业教育社农学团、江苏省立黄渡师范、江苏省立无锡师范、大中中学等校。
1943年，李楚材受上海位育小学留沪校董蒉延芳等人之请，担任新创立的位育中学首任校长。在他担任校长的二十余年时间中，将位育中学打造成一所声誉卓著的知名中学。1964年，他被调往华东师范大学教育科学教研所从事教育研究。
李楚材于1952年由吴若安介绍加入中国民主促进会，曾任民进上海市委委员、常委、副主任委员、名誉副主任委员，民进中央委员，民进中央参议委员会委员等职。此外，他还担任过第一至四届上海市人大代表、第一届上海市政协委员、第三至七届上海市政协常委、上海市教育学会副会长等职。1984年10月15日，他被上海市政府任命为位育中学名誉校长。1998年4月22日去世，终年93岁。